# Dinklageella villiersii
Dinklageella villiersii är en orkidéart som beskrevs av Dariusz Lucjan Szlachetko och Tomasz Sebastian Olszewski. Dinklageella villiersii ingår i släktet Dinklageella och familjen orkidéer.
Artens utbredningsområde är Gabon. Inga underarter finns listade i Catalogue of Life.